# Dod Ballapur
Dod Ballapur è una città dell'India di 71.509 abitanti, situata nel distretto di Bangalore Rurale, nello stato federato del Karnataka. In base al numero di abitanti la città rientra nella classe II (da 50.000 a 99.999 persone).

## Geografia fisica
La città è situata a 13° 17' 31 N e 77° 32' 35 E e ha un'altitudine di 880 m s.l.m..

## Società

### Evoluzione demografica
Al censimento del 2001 la popolazione di Dod Ballapur assommava a 71.509 persone, delle quali 37.034 maschi e 34.475 femmine. I bambini di età inferiore o uguale ai sei anni assommavano a 8.624, dei quali 4.487 maschi e 4.137 femmine. Infine, coloro che erano in grado di saper almeno leggere e scrivere erano 48.573, dei quali 27.115 maschi e 21.458 femmine.